# Droogmansia velutina
Droogmansia velutina är en ärtväxtart som beskrevs av Bernice Giduz Schubert. Droogmansia velutina ingår i släktet Droogmansia och familjen ärtväxter. Inga underarter finns listade i Catalogue of Life.